# Fiesta de la Vendimia (Jerez de la Frontera)

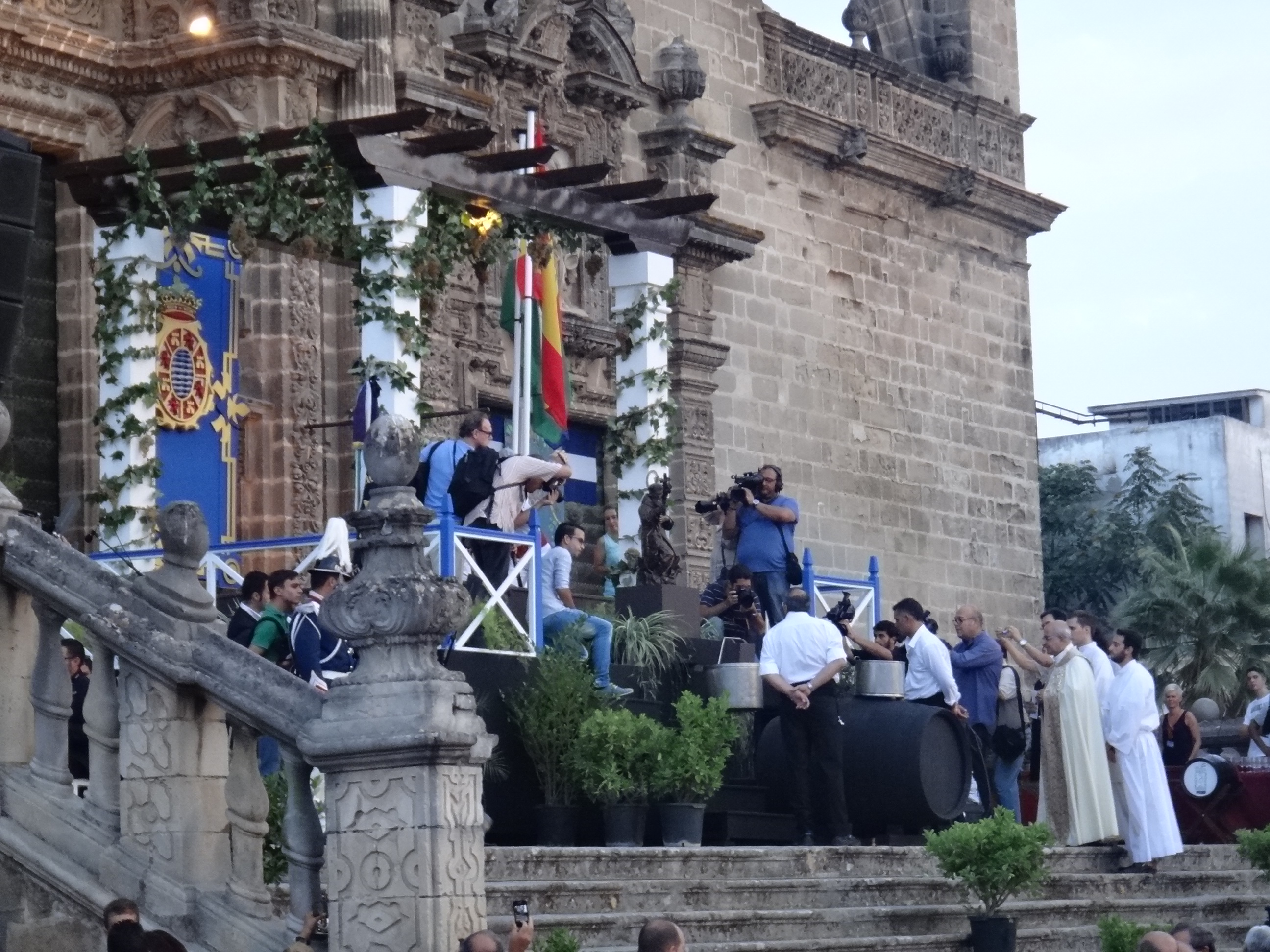
Ceremonia de "Pisa de la uva"

Las Fiestas de la Vendimia de Jerez de la Frontera fue declarada Fiesta de interés Turístico Internacional en 1980. Antiguamente fue conocida como Feria de la Vendimia y recientemente también se la conoce como Fiestas de Otoño, siendo un conjunto de celebraciones que se llevan a cabo en Jerez de la Frontera (Andalucía, España) en las que se realizan actividades relacionadas principalmente con el mundo del vino.
Las principales actividades suelen celebrarse en la segunda quincena del mes de septiembre. Es una de las ferias más antiguas de España, originaria del siglo XVI.
Destacan por su tradición, historia e impacto popular, la Pisa de la Uva, la Feria Gastronómica de la Vendimia, la Fiesta de la Bulería y el Festival Internacional de Títeres.
En 2015, la Junta de Andalucía también le otorgó que fueran declaradas fiestas de Interés Turístico de Andalucía.

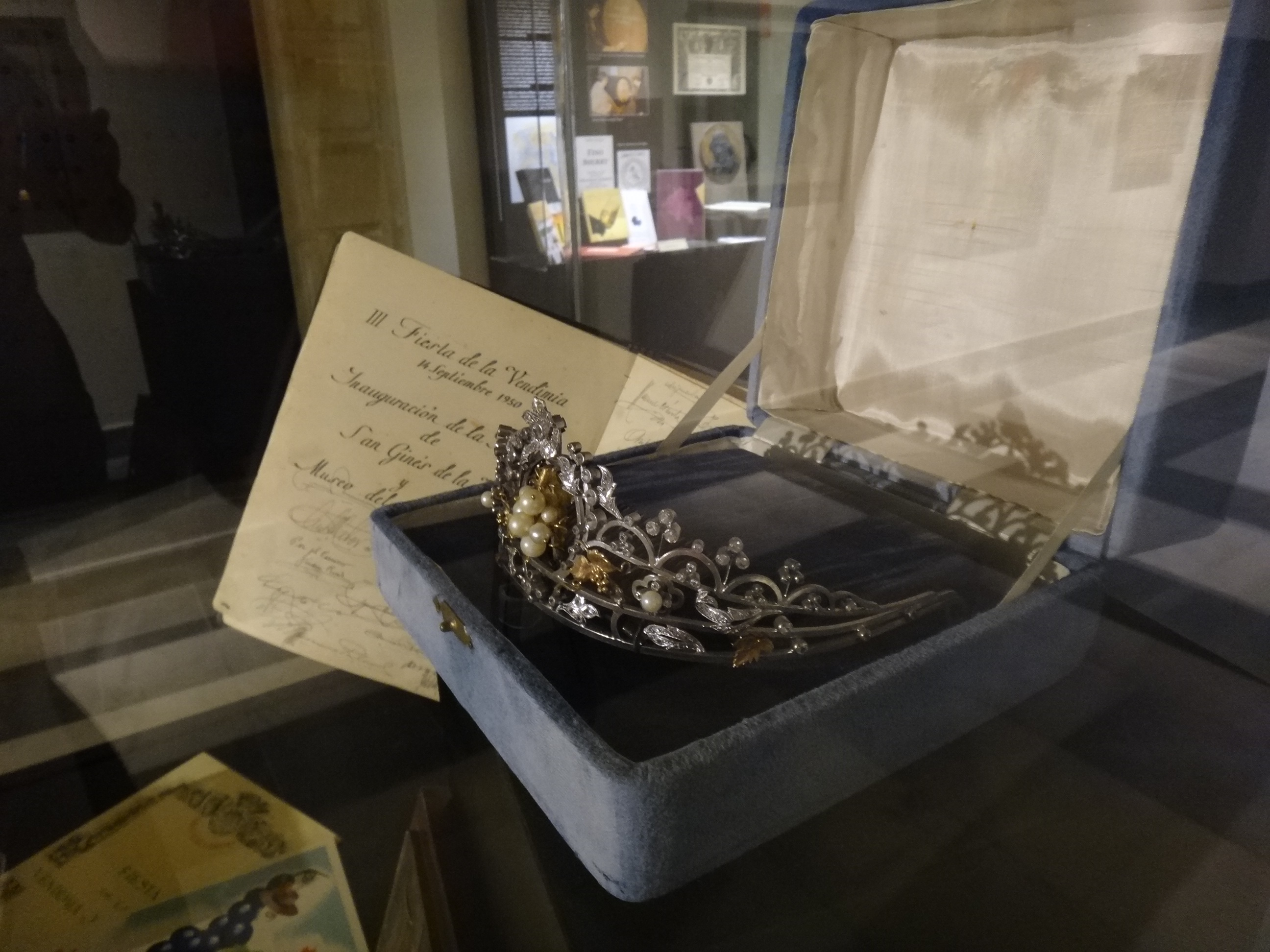
Corona de la Reina en el año 1950

## Actividades
Aunque las Fiestas de la Vendimia giren entorno al vino, también se alcanzan otros campos como el flamenco, el mundo ecuestre y otros aspectos socioculturales.

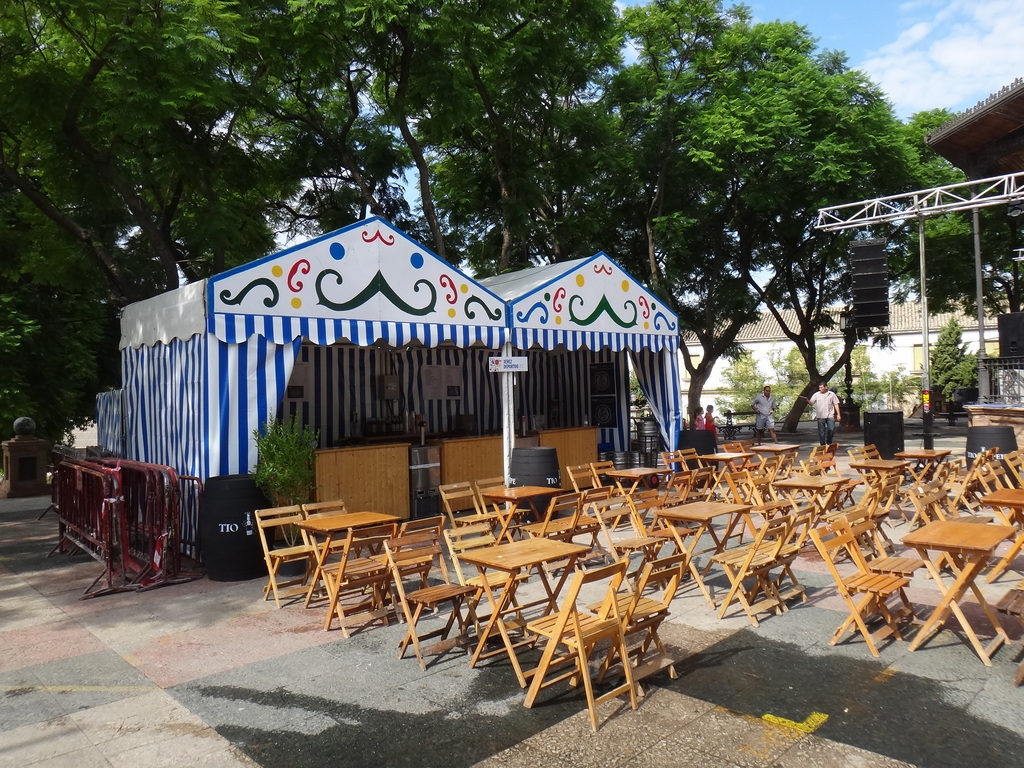
Caseta de la Feria de la Vendimia

Las principales actividades que se desarrollan son
- Pisa de la Uva.
- Muestra Internacional de Títeres,[5] promovida por la compañía "La Gotera de la Azotea"[6]
- Feria Gastronómica de la Vendimia.
- Fiesta de la Bulería.
- Mercado Medieval.
- Catas: magistrales, verticales y maridajes
- Visitas: jornada de puertas abiertas y visita nocturnas a bodegas
- Encuentro alrededor del vino: de Copa en Copa y de Plaza en Plaza
- Diferentes Gala ecuestres.
- Gastronomía: Vendimiando en el Centro de Jerez (Muestra de tapas por los bares del centro de Jerez).

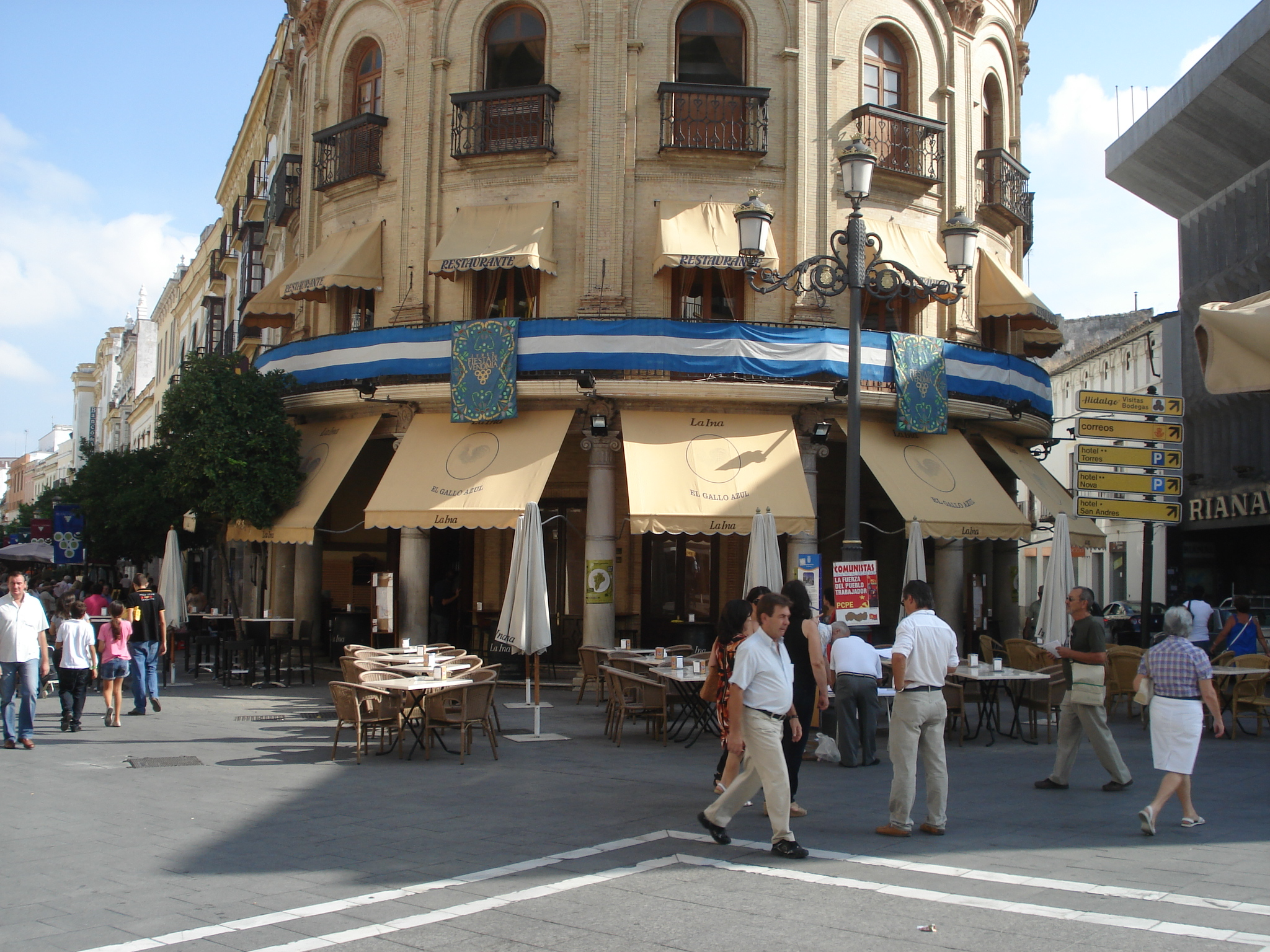
Centro de la ciudad engalanado para la Fiesta

- Festival de Música Avanzada[7]
- Exposiciones.
- Presentaciones literarias.
- Actuaciones en vivo.